# Brzozowiec
Brzozowiec [pronunciación en polaco: /bʐɔˈzɔvjɛt͡s/] es un pueblo en el distrito administrativo de Gmina Lututów, dentro del condado de Wieruszów, Voivodato de Łódź, en el centro de Polonia. Se encuentra a unos 5 kilómetros sureste de Lututów, 23 kilómetros al este de Wieruszów, y 86 kilómetros suroeste de la capital regional Łódź.
El pueblo tiene una población de 70 habitantes.